# Chirostylus ortmanni
Chirostylus ortmanni is een tienpotigensoort uit de familie van de Chirostylidae. De wetenschappelijke naam van de soort is voor het eerst geldig gepubliceerd in 1968 door Miyake & Baba.